# Джей Ідзес
Джей Ноа Ідзес (англ. Jay Noah Idzes, нар. 2 червня 2000, Мєрло, Нідерланди) — індонезійський футболіст, центральний захисник італійського клубу «Венеція» та національної збірної Індонезії.

## Ігрова кар'єра

### Клубна
Джей Ідзес є вихованцем ряда клубів з Нідерландів. У 2009 році він починав займатися футболом в академії ПСВ. Піхніше він грав за молодіжні команди клубів «ВВВ-Венло» та «Ейндговен». Першу гру на професійному рівні футболіст провів 28 квітня 2018 року в Еерстедивізі в складі «Ейндговена».
Відігравши в клубі три сезони, влітку 2020 року Ідзес перейшов до «Гоу Егед Іглз». З яким починав у Еерстедивізі, та в першому ж сезоні виборов право на підвищення і 28 серпня 2021 року у матчі проти роттердамської «Спарти» Ідзес дебютував у вищому дивізіоні.
30 червня 2023 року як вільний агент Ідзес перейшов до італійського клубу «Венеція», підписавши з клубом контракт на чотири роки. Вже в першому сезоні через перехідний плей - офф разом з клубом захисник вийшов до Серії А.

### Збірна
Джей Ідзес народився у Нідерландах але має індонезійське коріння по лінії матері. 28 грудня 2023 року він отримав індонезійське громадянство, що дало йому можливість грати за команду Інлонезії.
21 березня 2024 року у матчі кваліфікації до чемпіонату світу 2026 року проти команди В'єтнаму Джей Ілзес дебютував у складі національної збірної Індонезії. У матчі - відповіді проти В'єтнаму 26 березня Ідзес забив свій перший гол в складі збірної.